# Clawfinger
Clawfinger is een rapcore band uit Zweden, met een agressief melodisch repertoire. De teksten van de band worden gedomineerd door politieke en anti-racistische thema's en worden geschreven door frontman Zak Tell.

## Discografie
Albums
- Deaf Dumb Blind, 1993
- Use Your Brain, 1995
- Clawfinger, 1997
- Two Sides, 1999
- A Whole Lot Of Nothing, 2001
- Zeros & Heroes, 2003
- Hate yourself with style, 2005
- Life will kill you, 2007
- Deafer Dumber Blinder, (boxset) 2013

Singles
- Save Our Souls, 2017
- Tear You Down, 2019

## Singles/videos
De meeste van deze video's kunnen worden gedownload van de officiële website.
Van Deaf Dumb Blind
- Nigger
- The Truth
- Warfair

Van Use Your Brain
- Pin Me Down 1
- Pin Me Down 2
- Do What I Say
- Tomorrow

Van Clawfinger
- Biggest & The Best
- Two Sides

Van A Whole Lot Of Nothing
- Out To Get Me
- Nothing Going On
- Out To Get Me - Limited Edition 1
- Out To Get Me - Limited Edition 2

Van Zeros & Heroes
- Recipe for Hate

Van Hate Yourself With Style
- Without A Case